# Otto (The Simpsons)
Otto er Springfield Elementary Schools buschauffør. Han ryger pot og andre stoffer. Han går hele tiden rundt med en walkman. Han er en meget stor fan af rock'n roll, og hører bands som Led Zeppelin, The Who, Metallica, Poison osv. Han har også været fangevogter på et tidligere kunstmuseum, der blev lavet til fængsel. han byttede sin urinprøve med Homer Simpson for at bestå.
Ottos passion for heavy metal bekræftes, da han bliver stillet ultimatummet mellem hans forlovede og metallen, hvor der ikke går mere end et splitsekund, før han er flygtet fra brylluppet i skolebussen.
Hans stemme er indtalt af Harry Shearer.